# Perry (Kansas)
Perry – miasto w Stanach Zjednoczonych, w stanie Kansas, w hrabstwie Jefferson.